# Шанхайцы в Гонконге
Шанхайцы (англ. Shanghainese people) — одна из крупнейших этнолингвистических групп населения Гонконга, начавшая играть заметную роль в общественной жизни города после 1949 года. Предки современных гонконгских шанхайцев происходят из Шанхая и его окрестностей, они разговаривают на шанхайском диалекте языка у. Шанхайцы обладают самобытной культурой и имеют собственную кухню.
В отличие от других пришлых этнических групп, осевших в Гонконге (гуандунцев, фуцзяньцев и хакка), среди шанхайцев 1930—1950-х годов преобладали не низкоквалифицированные рабочие, а обеспеченные и образованные представители среднего и высшего классов. По состоянию на начало 2000-х годов гонконгцы шанхайского происхождения составляли 2,7 % всего населения.

## История
Регулярные торговые и транспортные связи между Британским Гонконгом и Шанхаем были установлены летом 1842 года, после подписания Нанкинского договора. В 1849 году британская компания Peninsular and Oriental наладила судоходство между Гонконгом, Кантоном и Шанхаем, что ещё больше способствовало росту пассажиропотока между двумя городами. После окончания Второй опиумной войны многие компании стали перемещаться из Гонконга в Шанхай, который превратился в крупнейший коммерческий центр Китая. В 1865 году была основана The Hongkong and Shanghai Banking Corporation, тесно связавшая потоки капиталов между Гонконгом и Шанхаем. 
До середины 1930-х годов в Шанхае было представлено большинство крупных банков и компаний Гонконга. Первая волна беженцев из Шанхая прибыла в Гонконг в 1937—1938 годах, после начала масштабной японской интервенции (среди них были Сун Цинлин, Сун Мэйлин, Цай Юаньпэй, Го Можо, Сун Цзывэнь, Пань Ханьнянь, Мао Дунь и многие другие). Тогда же в Гонконге закрепился главарь шанхайской мафии Ду Юэшэн, который поддерживал тесные связи со многими функционерами Гоминьдана. 
Вторая волна эмиграции достигла Гонконга в 1946 году, с возобновлением гражданской войны между коммунистами и гоминьдановцами. Согласно различным оценкам, около 1,4 млн человек бежали из Шанхая в Гонконг морским и сухопутным путями. Среди беженцев было немало богатых и образованных людей, спасавшихся от коммунистов (чиновники правительства Чан Кайши, промышленники, банкиры, учёные и деятели искусств, в том числе видные финансисты Чэнь Гуанфу и Цянь Синьчжи).
Власти Гонконга создали благоприятные условия для шанхайского бизнеса, что привлекло в колонию текстильных, судоходных и кино- магнатов. Ещё находясь в Шанхае, китайские бизнесмены начали переводить свои капиталы в банки Гонконга, перевозить импортное оборудование с шанхайских фабрик на гонконгские склады, перерегистрировать свои суда в порту Гонконга, а потом и переправлять свои семьи, своих специалистов и менеджеров. За крупными магнатами потянулся средний класс — бухгалтера, торговые агенты, портные и мелкие торговцы. Фактически, масштабное перемещение шанхайских текстильных фабрик и их специалистов в Гонконг после 1949 года было главным событием для послевоенной экономики колонии и способствовало превращению Гонконга в важный экономический центр Дальнего Востока. 

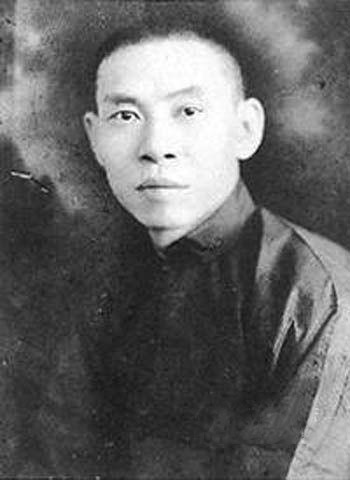
Ду Юэшэн

Кроме того, в 1949 году в Гонконг из Шанхая перебралось крупнейшее тайное общество Шанхая «Цинбан», которое до своей смерти в 1951 году возглавлял Ду Юэшэн. Шанхайцы установили контроль над лагерями беженцев и монополизировали розничный рынок героина. Они говорили на своём диалекте и соблюдали строгую конспирацию, что затрудняло борьбу с ними со стороны гонконгской полиции. И всё же в начале 1950-х годов полиция несколько ослабила «Цинбан», а в сфере наркоторговли шанхайцев потеснили соперничающие кланы мафии. 
В конце 1950-х годов политика Мао Цзэдуна значительно ужесточилась (начало Большого скачка), оставшиеся в Шанхае бизнесмены подверглись новым преследованиям, что вызвало новую волну эмиграции, хотя и не такую масштабную, как прежде. Благодаря своим капиталам, знаниям и обширным связям, шанхайцы стали заметной прослойкой среди коммерсантов и финансистов послевоенного Гонконга.   
По состоянию на начало 1980-х годов 2,6 % всех китайцев Гонконга пользовались шанхайским диалектом. После старта политики реформ и открытости (конец 1970-х годов) экономические связи между Гонконгом и Шанхаем вновь активизировались. Передача Гонконга КНР (1997) позволила многим шанхайцам Гонконга установить связи со своими родственниками в Шанхае. Кроме того, немало китайских чиновников и военных, уроженцев Шанхая, проходят службу в Гонконге, обзаводятся здесь семьями и остаются в Гонконге навсегда.

### Численность
В 1961 году 69,5 тыс. гонконгцев разговаривали на шанхайском диалекте. В 1996 году лишь 0,5 % жителей Гонконга разговаривали на шанхайском диалекте, в 2001 году — 0,4 %, в 2006 году — 0,3 %. Шанхайцы во втором и третьем поколении перестают пользоваться родным языком и переходят на более престижный в Гонконге кантонский диалект.

## Современное положение
Среди знаменитых шанхайцев Гонконга — Дун Цзяньхуа (совладелец судоходной компании Orient Overseas, в 1992—1997 годах — член Исполнительного совета Гонконга, в 1997—2005 годах — председатель администрации Гонконга, с 2005 года — заместитель председателя Народного политического консультативного совета Китая), Питер Ву (совладелец и руководитель группы Wheelock & Co), Энсон Чан (в 1993—1997 и 1997—2001 годах — главный секретарь администрации Гонконга, в 2007—2008 годах — член Законодательного совета Гонконга), Ян Тилян (в 1988—1996 годах — председатель Верховного суда Гонконга, в 1997—2002 годах — член Исполнительного совета Гонконга), Дэвид Чу (в 1995—2004 годах — член Законодательного совета Гонконга), Генри Фан (бывший руководитель компаний CITIC Pacific и Cathay Pacific, в 2007—2009 годах — член Исполнительного совета Гонконга), Лэрри Юн (бывший руководитель CITIC Pacific), Винсент Фан (бывший руководитель компании The Wharf (Holdings), в 2014—2016 годах — лидер Либеральной партии Гонконга и член Законодательного совета Гонконга), Джозеф Цзэн (в 2002—2008 годах — епископ Гонконга), физик Чарльз Као, кинорежиссёр Вонг Карвай, актёр и режиссёр Дэниел Ву, актрисы Бетти Ло Ти, Грэйс Чан и Мэгги Чун, актёр и певец Джеки Чун.